# Batalla de Cranón
La batalla de Cranón (322 a. C.) fue librada entre el ejército macedonio de Antípatro y Crátero y las fuerzas rebeldes griegas, lideradas por los atenienses. Fue la batalla decisiva de la guerra Lamiaca. La victoria macedonia, aunque nada espectacular desde el punto de vista militar, convenció a los griegos a pedir la paz. Esto marcó el final de las ciudades estado libres y el principio de la hegemonía macedonia sobre Grecia.

## Antecedentes
Los atenienses, al enterarse de la muerte de Alejandro Magno en junio de 323 a. C., decidieron aprovechar la situación para rebelarse contra la hegemonía macedonia en Grecia. La contratación de una fuerza de mercenarios y la colaboración de muchas otras ciudades estado dio a los atenienses un ejército con gran número de soldados capaz de oponerse a un enemigo como Antípatro de Macedonia, el virrey macedonio en Europa, que poseía pocos efectivos debido a las campañas macedonias en el este. Obligado a refugiarse en Lamia, Antípatro solicitó refuerzos de Asia. El primero en responder fue Leonato, pero fue asesinado en un combate contra la caballería griega, que sin embargo permitió a Antípatro escapar de Lamia y unir su ejército con el de Leonato. La llegada de una tercera fuerza macedonia bajo el mando de Crátero desplazó decididamente la superioridad numérica al lado macedonio.
El general macedonio pasó meses reconstruyendo sus fuerzas en terreno montañoso, donde la superior caballería griega no podía atacarlo.

## Fuerzas enfrentadas
Diodoro Sículo estimaba que el ejército macedónico sumaba 43 000 infantes y 5000 jinetes. El historiador estadounidense Fred Eugene Ray calcula que las fuerzas macedónicas en 10 000 hoplitas (hipaspistas y mercenarios), 30 000 pecétairoy, 2000 hetairoi macedonios y 3000 jinetes ligeros armados con jabalinas. Sus 3000 arqueros y honderos especialistas probablemente habían sido reforzados por unos 5000 a 6000 peltastas. Estas tropas incluían el aporte de Crátero, quien había traído desde Asia 6000 pecétairoy macedónicos, 4000 mercenarios que se le unieron en la marcha, 1000 arqueros persas y 1500 jinetes, de los que quizás 800 eran hetairoi. Antípatro habría aportado unos 10 000 soldados propios y los restos del ejército del difunto Leonato.
Respecto del ejército griego, según Diodoro eran 25 000 infantes y 3500 jinetes, cuatro quintos de su infantería debían ser hoplitas y el resto peltastas.

## La batalla
Antípatro y Crátero marcharon entonces con su combinado ejército al sur para obligar a los griegos a batallar. Los griegos, después de reunir a sus dispersas fuerzas se reunieron con los macedonios cerca de Cranón, en Tesalia.
Basándose en la alta reputación de la caballería tesalia, el general ateniense Antífilo decidió utilizar la misma estrategia usada con Leonato, vencer la batalla por acción de la caballería. La batalla, por lo tanto, se abrió con el choque entre la caballería griega y macedonia. Con la caballería de ambos lados ocupadas, Antípatro ordenó a su infantería cargar contra las líneas griegas. Los infantes griegos fueron superados por un enemigo más numeroso y se retiraron a las colinas, desde donde podrían fácilmente rechazar cualquier asalto macedonio. Viendo la retirada de la infantería, la caballería griega abandonó el campo de batalla, dejando el campo y la victoria en manos macedonias.

## Consecuencias
Si bien el ejército griego estaba aún intacto, era evidente que los macedonios habían obtenido la ventaja en la guerra. Después de que el mando se confierese al comandante de caballería de Antífilo, Menón de Farsalia, este envió una embajada a Antípatro de Macedonia al día siguiente pidiendo un armisticio. Sin embargo, Antípatro se negó a firmar ninguna paz con la alianza griega en su conjunto, insistiendo en que cada ciudad enviase sus propios embajadores. Si bien estos términos fueron primeramente rechazados, la posterior captura por los macedonios de varias ciudades tesalias causó una avalancha de deserciones, ya que cada ciudad se esforzó en hacer una paz por separado.
Atenas, abandonada por sus aliados, fue finalmente obligada a rendirse incondicionalmente. En la paz impuesta por Antípatro, los atenienses se vieron obligados a aceptar una guarnición macedonia, así como la sustitución de la democracia por una oligarquía bajo el mando de Foción.

### Antigua
- Diodoro Sículo. Biblioteca histórica. Libro XVIII. Visualización en UChicago, basada en traducción griego-inglés por Russel M. Geer, Loeb Classical Library, volumen 9, 1947.

### Moderna
- Delbrück, Hans (1990). History of the Art of War: Warfare in Antiquity (en inglés) I. Westport: University of Nebraska Press. Traducción alemán-inglés por Walter J. Renfroe, Jr. ISBN 978-0-80329-199-7.
- Heckel, Waldemar (1993). The Marshals of Alexander's Empire (en inglés). Nueva York: Routledge. ISBN 978-0-41505-053-1.
- Ray, Fred Eugene (2012). Greek and Macedonian Land Battles of the 4th Century B.C (en inglés). Jefferson: McFarland & Company. ISBN 9780786469734.

- Datos: Q1429804